# 1995
Cette page concerne l'année 1995 (MCMXCV en chiffres romains) du calendrier grégorien.   Pour le groupe de rap français, voir 1995 (groupe).
L'année 1995 est une année commune qui commence un dimanche.

## Chronologie territoriale

### Monde
- 1er janvier :
  - entrée en vigueur de l'Organisation mondiale du commerce (OMC) à Genève : 77 États membres.
  - entrée de l'Autriche, de la Finlande et de la Suède dans l'Union européenne.
- 25 janvier : fausse alerte nucléaire en Russie après le lancement d'une fusée Black Brant XII à partir de la base de lancement d'Andøya en Norvège.
- 25-26 février : conférence du G7 sur la Société de l'Information.
- 24 juin : la Convention d'UNIDROIT sur les biens culturels volés ou illicitement exportés est signée à Rome[1].
- 4 septembre : conférence mondiale sur les droits des femmes à Pékin ; sa tenue en Chine soulève une polémique internationale.
- 5 septembre : le premier essai nucléaire de la dernière campagne de tir française soulève un tollé dans le monde.
- 6 octobre : annonce de la découverte de la première planète extrasolaire 51 Pegasi b.
- 5 décembre : le chef d'état-major de l'armée française reprend sa place au sein du Comité militaire de l'OTAN, vingt-neuf ans après que le général De Gaulle s'en est retiré.
- 14 décembre: signature des accords de Dayton, mettant officiellement fin à la guerre en Bosnie-Herzégovine.

### Afrique
- 21 mai : répression du mouvement Ogoni, dans l'État de Rivers, par le gouvernement militaire nigérien du général Sani Abacha. Les principaux dirigeants du MOSOP (Mouvement pour la survie du peuple Ogoni), dont l’universitaire et écrivain Ken Saro-Wiwa, sont arrêtés, condamnés à mort et exécutés.
- 28 août : l’île Maurice adhère à la SADC.
- 4 octobre : opération Azalée aux Comores contre le mercenaire français Bob Denard.
- 4 novembre : révision à l'Île Maurice des accords de Lomé IV.
- 10 novembre (Nigeria) : exécution de Ken Saro-Wiwa.
- 23 novembre : en Tanzanie, l’ancien parti unique CCM remporte les élections législatives et présidentielles. Benjamin Mkapa devient président de la République (fin en 2005).
- 12 décembre : premières inculpations pour crime contre l'humanité lancées par le tribunal international pour le Rwanda (TPR), siégeant en Tanzanie.

### Algérie
- 13 janvier : Plate-forme de Sant'Egidio. Réunion de l'ensemble des partis d'opposition (dont le parti islamiste du FIS) pour un règlement pacifique de la grave crise sécuritaire qui déchire le pays depuis trois ans. Rejet catégorique du gouvernement militaire algérien.
- 30 janvier : explosion d'une bombe devant le commissariat central d'Alger : 42 morts.
- 3 février : lors d'une interview, François Mitterrand suggère une médiation sur la crise algérienne avec les pays membres de l'UE. Le pays connait alors une guerre civile opposant l'armée algérienne aux milices islamistes[2]. Tollé dans les milieux proches du pouvoir algérien[3].
- 25 mars : importante opération de l'armée dans la région de Aïn Defla, fief des maquisards islamistes. Près de 10 000 soldats sont mobilisés.
- 3 avril : création de quatre zones d'exclusion dans le sud pour préserver les sites pétroliers et gaziers.
- 11 juillet : assassinat à Paris du Cheikh Abdelbaki Sahraoui. Imam dans une mosquée de la rue Myrha dans le 18e arrondissement ; il est membre fondateur du FIS, mouvement islamiste en guerre contre le pouvoir militaire algérien[4].
- 21 juillet : accord sur un nouveau rééchelonnement de la dette extérieure de l'Algérie entre le gouvernement algérien et le Club de Paris[5].
- 25 juillet : attentat meurtrier (8 morts) à la station RER Saint-Michel, commis par des islamistes algériens ; début d'une vague d'attentats en France, commis par le GIA.
- 16 novembre : élections présidentielles. Le général Liamine Zéroual est élu président du pays avec 61 % de suffrages exprimés.
- 23 décembre : signature d'un nouveau contrat d'un montant de trois milliards de dollars avec la société British Petroleum.
  - Premières opérations militaires de reconquête des territoires tenus par les islamistes du GIA et de l'AIS.

### Amérique
- 1er janvier : 
  - Début du Mercosur (acronyme espagnol de Marché commun de l'Amérique du Sud).
  - Début du mandat de Fernando Henrique Cardoso, président de la République du Brésil. Il tente de réduire les tensions entre les propriétaires terriens et les sans-terres : 1 % de la population brésilienne possède alors 45 % des terres du pays.
- janvier-février : Conflit frontalier entre l'Équateur et le Pérou.
- 9 février, Mexique : opération militaire au Chiapas qui reprend le contrôle de plusieurs municipalités occupées et repousse les guérilleros[6]. L’armée ne parvient pas à s’emparer des dirigeants du mouvement et le conflit se poursuit.
- 26 janvier-17 février : combats entre le Pérou et l'Équateur pour le contrôle de la cordillère du Condor.
- 9 avril : réélection d'Alberto Fujimori à la présidence au Pérou.
- 12 mai-3 juin : élections générales péruviennes
- 16 août : le non l'emporte au référendum sur l'indépendance des Bermudes.
- En octobre, Rosa Parks participe à la « Million Man March », qui rassemble plus d'un million de Noirs à Washington.
- 30 octobre : victoire serrée du « non » au référendum sur la souveraineté du Québec, (50,6 %).
- 15 décembre : le Mercosur, marché commun d'Amérique du Sud, signe un accord de libre-échange avec le Chili.
- 20 décembre : accident du Vol 965 American Airlines en Colombie.

- De violents affrontements ont éclaté entre les propriétaires terriens et les sans-terres au Brésil.

### Asie

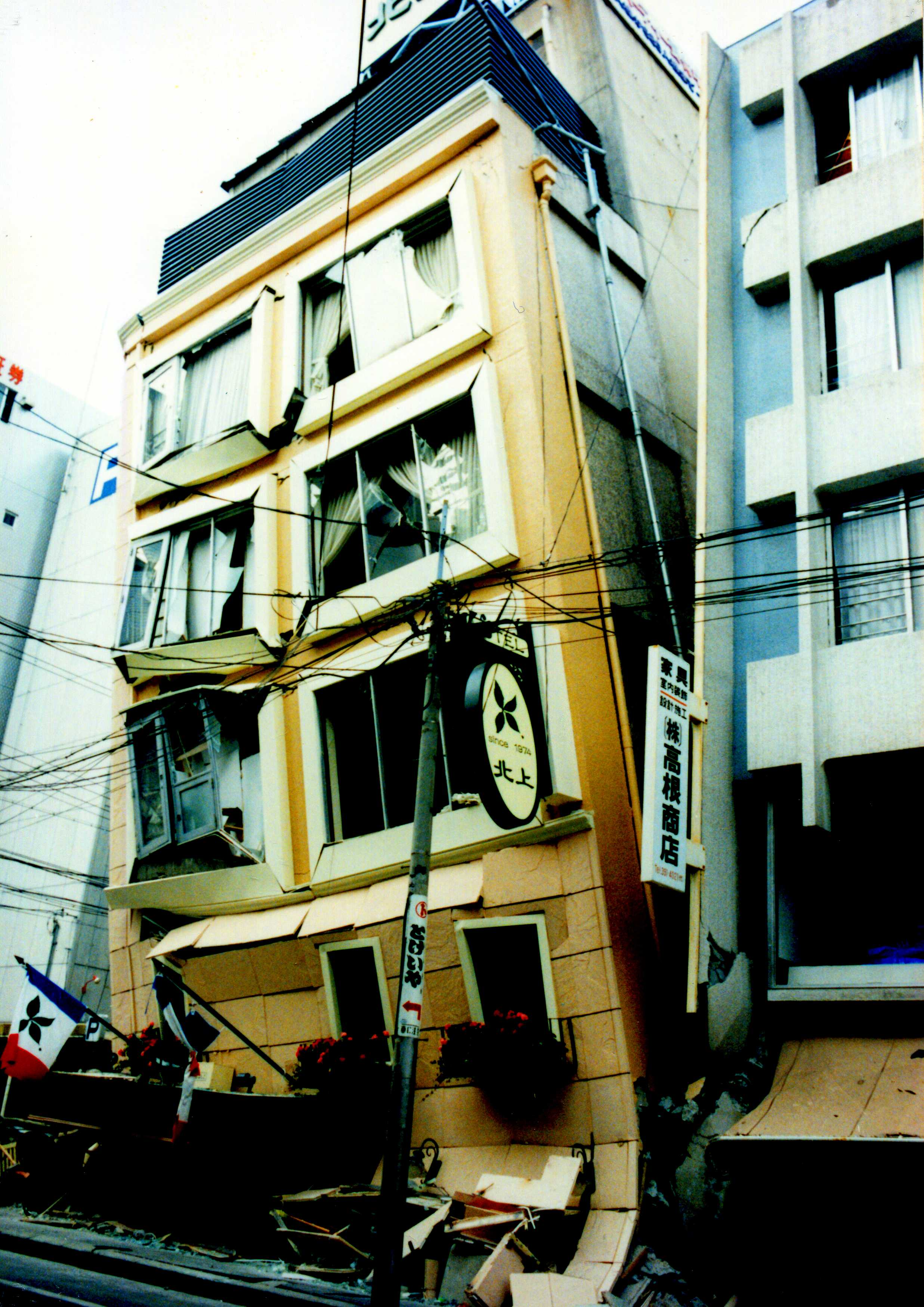
17 janvier : Séisme de 1995 à Kobe.

- 6 et 7 janvier : la police de Manille fait échec à l'opération Bojinka, plan contenant une série d'attentats sur des avions de ligne américains.
- 10 au 15 janvier : les Journées mondiales de la jeunesse 1995 ont lieu à Manille aux Philippines. La messe de clôture célébrée par Jean-Paul II rassemble entre quatre et cinq millions de personnes, ce qui en fait un des plus grands rassemblements humains de toute l'histoire.
- 17 janvier : Tremblement de terre de Kobé, à Kobé et dans ses banlieues : 6 433 personnes mortes et 43 700 blessés.
- Janvier :
  - Afghanistan : conclusion d'un nouvel accord de paix, immédiatement rompu sous la poussée militaire du nouveau mouvement des talibans (étudiants islamistes pachtouns soutenus par le Pakistan).
  - Nouvelle Constitution en Thaïlande. Cette modification entraîne une nouvelle instabilité et une refonte des alliances politiques.
- 14 mars, Inde : montée du nationalisme hindou. La Shiv Shena, alliée au BJP, remporte les élections au Maharashtra aux dépens du Congrès. Le no 2 de la Shiv Shena devient Premier ministre de l’État. La Shiv Shena annonce immédiatement son intention d’expulser les immigrants illégaux du Pakistan et du Bangladesh.
  - L’arrivée au pouvoir de la Shiv Shena au Maharashtra déclenche un mouvement de frayeur dans les milieux d’affaires de Bombay, milieu dominé par des Gujrati et des Parsis (non-Marathes). La bourse de Bombay (12 millions d’habitants) chute, les milieux d’affaires craignant que la Shiv Shena ne cherche à décourager les investissements étrangers. Le no 1 de la Shiv Shena, Bal Thackeray, déclare que le projet de centrale thermique de 920 millions de dollars de la firme américaine Enron serait revu. Il invoque des motifs écologiques, affirmant par ailleurs que les investissements étrangers sont les bienvenus.
- 20 mars : attaque terroriste de la secte Aum au gaz sarin dans le métro de Tōkyō, 12 morts et des milliers de blessés.
- Avril : décision de la Cour constitutionnelle du Kazakhstan d’invalider le scrutin de mars 1994 pour vices de procédure. Noursoultan Nazarbaïev dissout le Parlement. Lors du référendum d’avril, il obtient la prolongation de son mandat présidentiel jusqu’en 2001.
- 12 mai, Cachemire : destruction de la ville sainte de Chahar-e charif. Cette ville qui abrite le sanctuaire de cheikh Noureddine, était avant la partition le symbole de la kashmiriyyat, l’identité cachmirie. L’armée indienne décide de nettoyer la ville d’une poignée de guérilleros séparatistes (12 mai). Les Indiens accusent le Pakistan d’avoir infiltré les guérilleros, qui auraient incendié la ville pour faire accuser l’armée indienne dans l’espoir de déclencher un soulèvement. Depuis 1990, les affrontements au Cachemire ont provoqué plus de 11 000 morts d’après les sources indiennes officielles.
- 11 mai : lors d'une conférence au siège des Nations unies à New York, l’Égypte se pose en champion du refus de la ratification du traité de non-prolifération nucléaire, si Israël ne le signe pas non plus. Elle est contrainte de céder devant les pressions occidentales[7].
- 14 mai, Tibet : un jeune garçon de 6 ans, Gedhun Choekyi Nyima, est officiellement identifié par le 14e dalaï-lama, Tenzin Gyatso, comme le 11e panchen lama.
- 17 mai, Tibet : les autorités chinoises arrêtent avec sa famille, l'enfant de 6 ans, Gedhun Choekyi Nyima, reconnu par le 14e dalaï-lama, Tenzin Gyatso, comme successeur du 10e panchen-lama. Le gouvernement chinois a « mis au secret » cet enfant dont on est toujours sans nouvelles. Un autre "panchen-lama" candidat est mis en place par Pékin.
- 19 mai : devant la précarité de la situation politique en Thaïlande, Chuan Leekpai dissout le Parlement.
- 24 mai, Thaïlande : Aux élections qui suivent la dissolution, une alliance de six partis, le Parti Chat Thaï (Front de développement thaï), remporte la majorité des sièges. Banhan Sinlapa-acha devient Premier ministre. Ce scrutin voit la montée en puissance des hommes d’affaires sur la scène politique, ceux-ci représentant 36 % des candidats. Depuis 1995, les militaires ne constituent pas plus des deux tiers de la Chambre des représentants.
- 13 juin : le roi du Népal prononce une nouvelle dissolution du Parlement, apparemment destinée à éviter l’épreuve d’un nouveau vote de confiance au gouvernement communiste, qui a été reconduit dans l’attente d’élections.
- Juin, Corée du Sud[8] : fort de la campagne de « globalisation » présentée comme une mobilisation nationale face à la concurrence internationale, Kim Young-sam évince le chef de file des conservateurs, ce qui n’empêche pas la défaite de son parti (le Parti démocratique libéral) aux élections locales de 1995.
- 10 juillet, Birmanie : Mme Aung San Suu Kyi retrouve la liberté.
- 11 juillet : Bill Clinton annonce la normalisation des relations diplomatiques des États-Unis avec le Viêt Nam, sous réserve d’une coopération vietnamienne durable dans la recherche des Américains disparus pendant la guerre.
- 28 juillet : le Viêt Nam est admis au sein de l'ASEAN.
- 30 août : adoption d'une nouvelle Constitution au Kazakhstan.
- 5 septembre, Afghanistan : les talibans prennent Hérat, puis balayent les troupes de Hekmatyar, menacent Kaboul, mais sont repoussés par une coalition des autres factions.
- 17 septembre : Cessez-le-feu au Tadjikistan[9].
- 9 et 23 décembre : élections législatives et création d'un Parlement à deux chambres au Kazakhstan[10].
- 14 décembre : 5e sommet de l'ASEAN à Bangkok, réunissant les sept pays membres, plus 3 candidats.
- 18 décembre : procès de l'ancien président coréen Roh Tae-woo à Séoul, arrêté pour corruption en novembre.

- Les forces rebelles islamistes, basées en Afghanistan, lancent une grande offensive au Tadjikistan au printemps ; leur intention d’établir une tête de pont dans le centre du pays est ressentie comme une menace pesant sur tous les intérêts de la Russie en Asie centrale. Un climat de guerre civile larvée règne sur le pays.
- Népal : renégociation du traité de libre circulation des marchandises avec l’Inde.
- La Birmanie connaît une relative libéralisation de l’économie.
- Le président Fidel Ramos réussit à relancer l’économie des Philippines grâce aux investissements nationaux et étrangers.
- 197,6 millions d’habitants en Indonésie, ce qui la place au quatrième rang mondial.

### Proche-Orient
- Mars : échec d’une nouvelle tentative de coup d’État en Azerbaïdjan. L’état d’urgence est prolongé et tous les partis d’opposition sont interdits.
- 14 avril : le Conseil de sécurité des Nations unies adopte la résolution 986 « pétrole contre nourriture »[11]. Il autorise l’Irak à vendre pour un milliard de dollars de pétrole par trimestre pour acheter des produits alimentaires et des médicaments, sous le strict contrôle de l’ONU.
- 10 août : la Jordanie accorde l'asile à deux des filles du président irakien Saddam Hussein et à leurs maris, dont Hussein Kamel al-Majid, ministre de l'Industrie et chef du programme d'armement du pays.
- 24 septembre : accords de Taba : Extension de l'autonomie palestinienne à la Cisjordanie (accord signé ensuite à Washington par Arafat et Rabin).
  - Israël décide de reprendre les négociations au début de l’année, bien qu’il ait donné aux colonies le droit de s’étendre, décision qui entraîne de nouvelles manifestations et de nouveaux attentats. Israël conserverait le contrôle militaire de la Cisjordanie et les territoires sous administration palestinienne s’agrandiraient. Israël propose de définir trois zones : une zone A comprenant les agglomérations palestiniennes, sauf Hébron, soumise à l’autorité palestinienne, une zone B regroupant les villages administrés conjointement et une zone C rassemblant les régions peu peuplées et les colonies sous contrôle exclusif israélien. Israël accepte l’élection d’un conseil législatif de 88 membres qui désignerait le conseil exécutif. La perspective d’un accord début juillet entraîne le développement de l’opposition de la droite religieuse israélienne. Les rabbins appellent à la désobéissance civile.
- 28 septembre : les « accords Oslo II » sont signés à la Maison-Blanche.
- Septembre : expulsion de milliers de Palestiniens de Libye[12].
- 5 octobre : les partisans du Grand Israël manifestent lors du vote de la ratification de l’accord par le Parlement israélien.
- Octobre-décembre : Retrait militaire des Israéliens de sept villes de Palestine à l’exception d’Hébron et de 450 villages arabes.
- 4 novembre : assassinat d'Yitzhak Rabin par un jeune extrémiste israélien lors d’une grande manifestation pour la paix à Tel-Aviv. Shimon Peres lui succède à la tête du gouvernement.
- 13 novembre : premier attentat-suicide, à la voiture piégée, revendiqué par Al-Qaïda, qui vise une base militaire américaine, à Riyad (Arabie saoudite). 5 morts[13]
- 29 novembre (Arabie saoudite) : le roi Fahd, âgé de 74 ans, est victime d'une attaque cérébrale. Il décide de transférer une partie de ses pouvoirs entre les mains du prince héritier Abdallah (décembre).
- 29 novembre et 6 décembre : succès du PND aux élections législatives en Égypte[14].
- Décembre : seconde conférence économique pour le Proche-Orient et l’Afrique du Nord.
- Shimon Peres relance des opérations contre le Hezbollah au Liban du Sud à la fin de l’année. Celui-ci réplique en bombardant la Galilée.

- Irak :
  - Les experts de l’ONU mènent une enquête de plus en plus vaste, entraînant une inférence importante dans les affaires intérieures irakiennes. Les activités gouvernementales sont mises sous contrôle, sous la menace d’une intervention militaire de la coalition. Bagdad finit généralement par céder mais accuse l’UNSCOM d’espionnage. Le désarmement de l’Irak progresse. La question nucléaire est rapidement réglée, les derniers missiles détruits, les sites soupçonnés de fabrication placés sous surveillance électronique. À partir de 1995, l’UNSCOM aborde le dossier des armes bactériologiques.
  - Le maintien de l’embargo associé à la nature dictatoriale du régime entraîne une dégradation de plus en plus visible des conditions de vie de la population (nourriture, soins médicaux, éducation, etc.). Les rapports de l’UNICEF attribuent à l’embargo la mort de 5 à 7000 enfants de moins de cinq ans par mois.

### Europe
- 11 au 16 juillet: massacre de Srebrenica en Bosnie-Herzégovine, où plus de 8 000 hommes et enfants musulmans bosniaques sont assassinés par des unités de l'armée de la republique serbe de Bosnie.
- 10 octobre: une grève massive se produit en France dans la fonction publique et les services publics. Il s'agit de la première grève unitaire dans la fonction publique et le secteur public depuis 1990. Une grève de 24 heures des salariés de la SNCF a lieu le 25 octobre. Le 30 octobre, une plate-forme syndicale unitaire est rédigée pour la défense de la Sécurité sociale et, le 14 novembre, des manifestations syndicales ont lieu contre les projets de réformes de la Sécurité sociale.
- 14 décembre: singature des accords de Dayton, mettant officiellement fin à la guerre en Bosnie-Herzégovine
- La réhabilitation de Paul Grüninger est rendue par le tribunal du district de Saint-Gall. Dix mois avant sa mort en 1972, il est élevé au rang de Juste, mais sa réhabilitation n'est effective que 23 ans après sa mort.

### Océanie et Pacifique
- 13 juin : Jacques Chirac annonce la reprise des essais nucléaires français sur les atolls de Moruroa et Fangataufa. En septembre, les premiers tirs de cette dernière série provoquent des émeutes à Papeete. Le dernier tir est effectué fin janvier 1996 avant la signature d’un traité d’interdiction des essais nucléaires.
- Le gouvernement de Nouvelle-Zélande propose un accord global qui devrait selon lui régler toutes les questions territoriales en suspens, mais celui-ci se heurte à l’hostilité des Māori. Le problème des droits territoriaux provoque en 1995 et en 1996 des sit-in, des occupations de locaux et des manifestations en grand nombre., Certaines tribus māories acceptent une compensation financière. La reine Élisabeth II, en visite en 1995, présente des excuses officielles aux Tainuis de Waikato pour la confiscation illégale de leurs terres par la Couronne lors des guerres territoriales de 1840.

## Distinctions internationales

### Prix Nobel
Les lauréats du Prix Nobel en 1995 sont :
- prix Nobel de physique : Martin Lewis Perl, Frederick Reines
- Prix Nobel de chimie : Paul Josef Crutzen, Mario J. Molina et Frank Sherwood Rowland
- Prix Nobel de physiologie ou médecine : Edward Lewis, Christiane Nüsslein-Volhard et Eric F. Wieschaus
- Prix Nobel de littérature : Seamus Heaney
- Prix Nobel de la paix : Józef Rotblat
- « Prix Nobel » d'économie : Robert E. Lucas

### Autres prix
- Prix Pritzker (architecture) : Tadao Andō.

## Décès en 1995

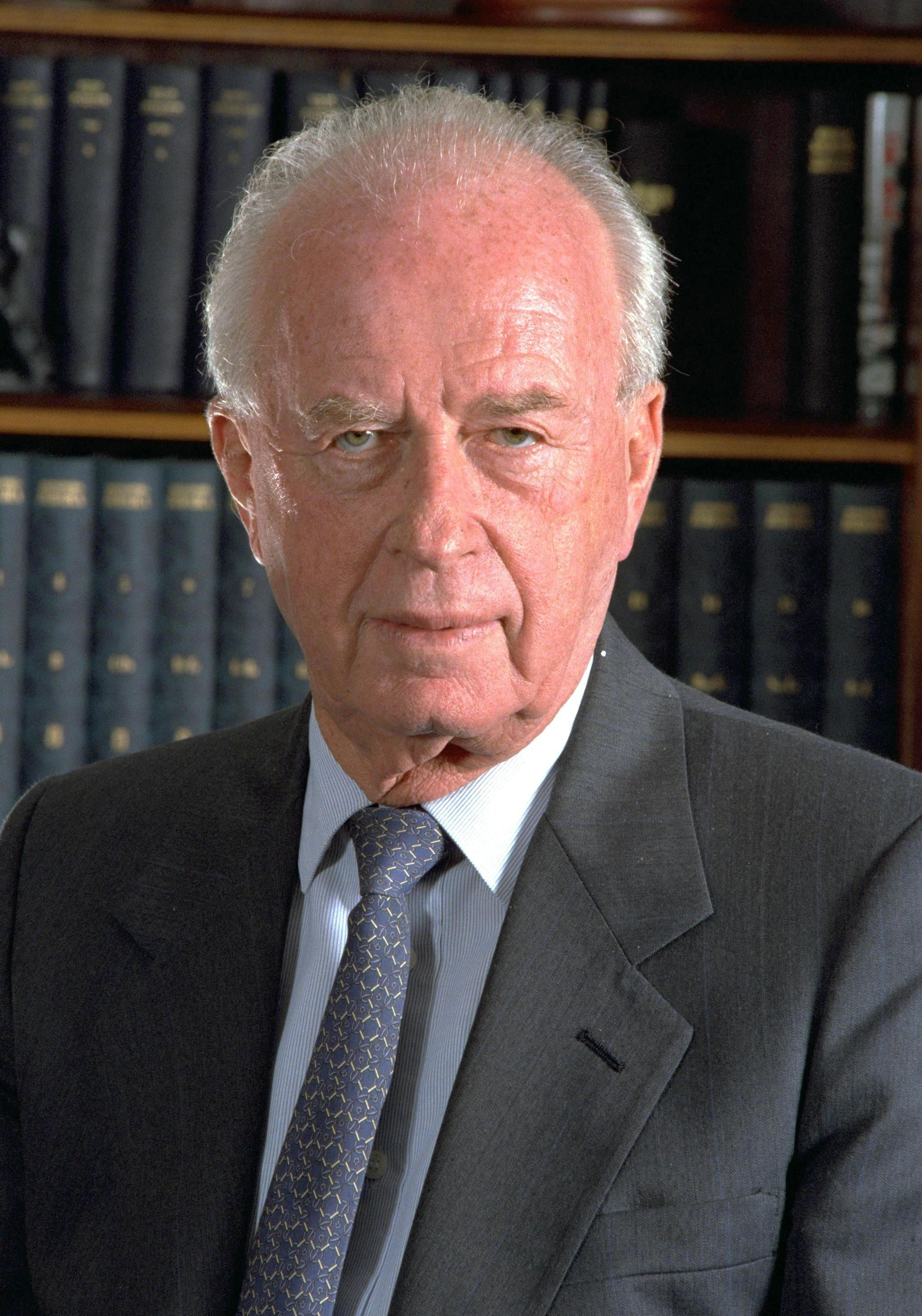
Yitzhak Rabin.

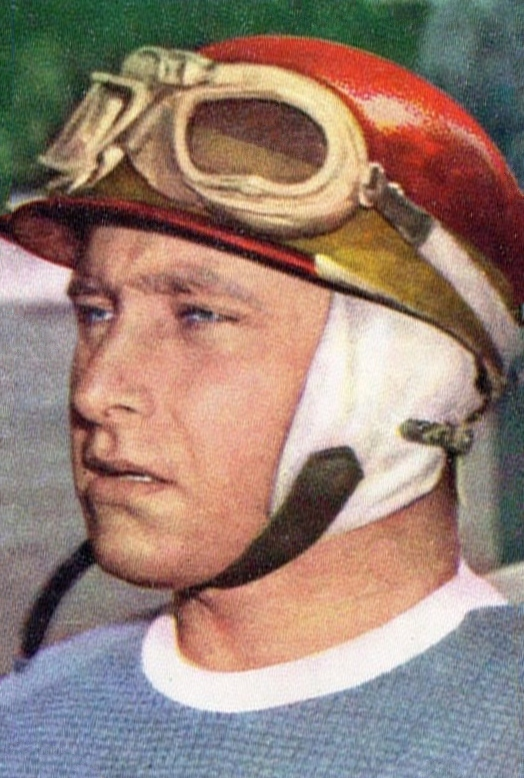
Juan Manuel Fangio

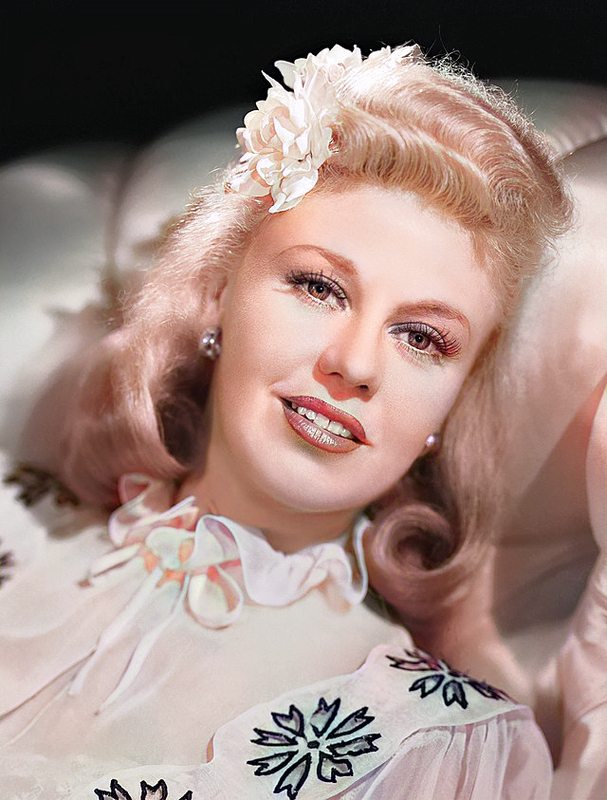
Ginger Rogers

Personnalités majeures décédées en 1995
- 8 janvier : Carlos Monzón (boxeur argentin).
- 7 mars  : Paul-Émile Victor (explorateur et ethnologue français).
- 25 avril : Ginger Rogers (actrice et danseuse américaine).
- 24 mai : Harold Wilson (homme politique britannique).
- 17 juillet: Juan Manuel Fangio (pilote automobile argentin).
- 19 août : Pierre Schaeffer (ingénieur et compositeur français).
- 9 octobre : Alec Douglas-Home (homme politique britannique).
- 4 novembre : Yitzhak Rabin (militaire et homme politique israélien).
- 4 novembre : Gilles Deleuze (philosophe français).
- 23 novembre : Louis Malle (cinéaste français).
- 25 novembre : Léon Zitrone (journaliste français).
- 25 décembre  : Dean Martin (acteur et crooner américain).